# Хосеми
Хосе́ Миге́ль Гонса́лес Рей (исп. José Miguel González Rey), более известный как Хосеми́ (исп. Josemi; 15 ноября 1979, Торремолинос, Испания) — испанский футболист, защитник.
Известен благодаря выступлениям за английский «Ливерпуль», с которым в 2005 году выиграл Лигу чемпионов и Суперкубок УЕФА. Хотя Хосеми чаще всего играет на позиции правого защитника, иногда он выполняет функции центрального защитника.

## Карьера
Хосеми начинал свою карьеру в «Малаге». В 2004 году он стал первым приобретением Рафаэля Бенитеса на посту тренера «Ливерпуля», перейдя в английский клуб за 2 миллиона фунтов. В сезоне 2005/06 он 14 раз выходил в стартовом составе клуба во всех соревнованиях, однако, получив красную карточку в матче против «Фулхэма», который «Ливерпуль» выиграл со счётом 4:2, Хосеми был дисквалифицирован на несколько матчей и тем самым дал шанс Стиву Финнану вернуть себе место в стартовом составе. Ирландский защитник не преминул этим воспользоваться. 29 декабря 2005 года было объявлено, что в зимнее трансферное окно Хосеми перейдёт в «Вильярреал». В обмен на испанца «Ливерпуль» получил голландского защитника Яна Кромкампа.
В июле 2008 года Хосеми перешёл в «Мальорку». С 2010 по 2011 год играл за греческий «Ираклис». С лета 2011 года играет за испанскую «Картахену».

## Достижения
- Обладатель Кубка Интертото: 2002
- Финалист Кубка Футбольной лиги: 2004/05
- Победитель Лиги Чемпионов: 2004/05
- Обладатель Суперкубка УЕФА: 2005